# 台灣山葉機車
台灣山葉機車工業股份有限公司（英語：Yamaha Motor Taiwan Co., Ltd.）是一家臺灣與日本合資企業，為日本山葉發動機在臺灣的法人代表。該公司為臺灣主要的機車生產廠商之一，與三陽工業及光陽工業並稱台灣前三大機車廠。

## 沿革

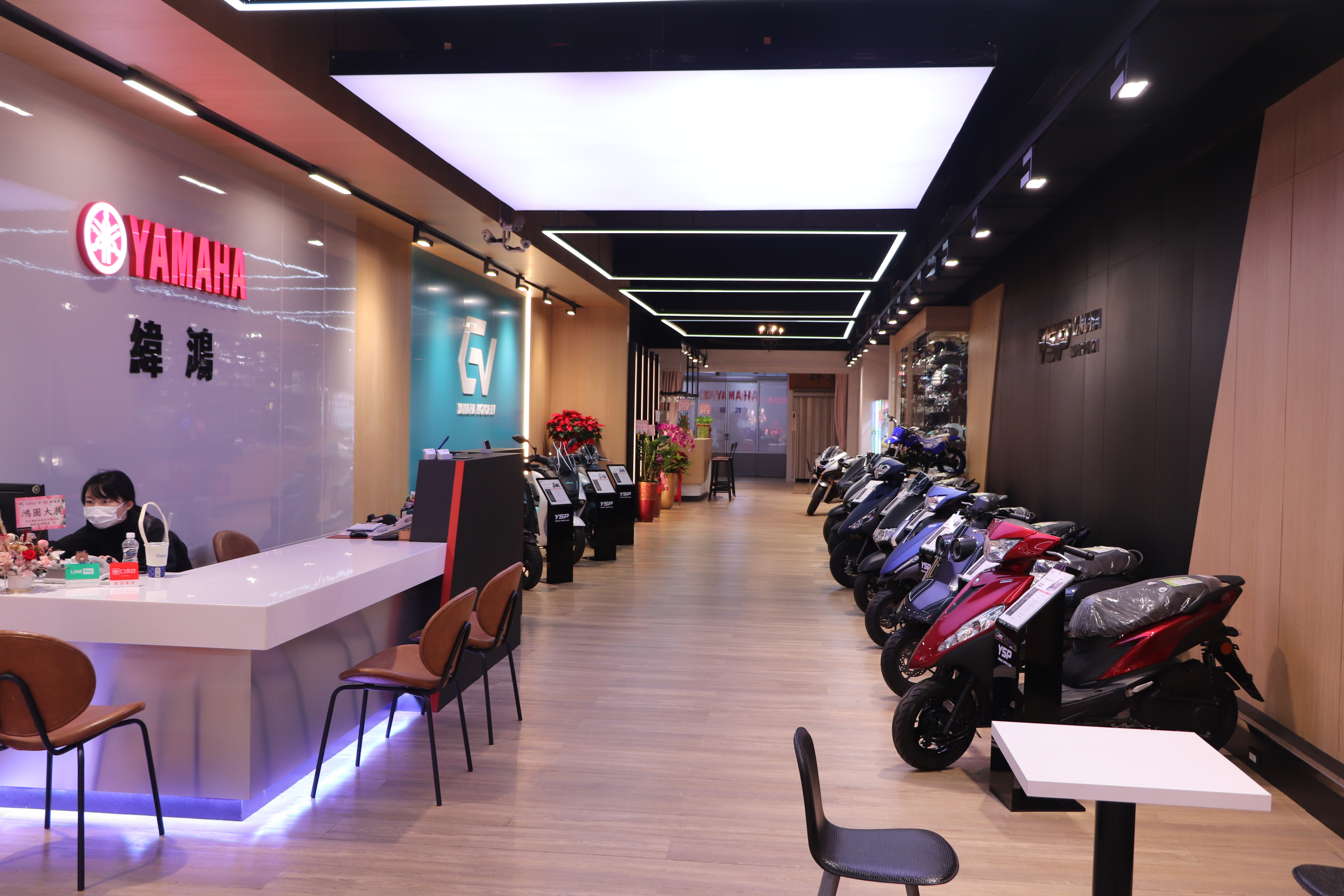
台灣山葉機車於2023年起導入的YSP 2.0 店面形象

### 成立前
1954年，功學社開始在台灣生產和代理日本山葉公司樂器與體育用品。隨著山葉集團發展機車製造事業，功學社評估台灣產業及經濟狀況，對於機械化交通工具需求增加；因此，1965年功學社取得山葉發動機的機車代理權。日後又因中華民國經濟部管制機車進口，功學社改為自行生產機車，在現今桃園市中壢區設廠生產，但受限於技術瓶頸無法突破；後引入山葉發動機的股份，合資重整機車事業部門。
在功學社與山葉發動機終止合作的期間，部分原功學社經銷商另集資成立萬山機器工業，於新竹縣湖口鄉設廠(現台灣山葉機車新竹工廠)，持續與山葉發動機進行技術合作。
1986年，功學社旗下投資公司「寶樹投資股份有限公司」與山葉發動機合資成立「台灣山葉機車股份有限公司」，並承購經營不善的萬山機器工業，重新出發。隔年4月1日，台灣山葉機車正式成立，並以中壢工廠(原功學社工廠)與新竹工廠各自負責引擎生產與成車組裝、物流的業務。

### 新人類.新技術.新世紀 (1987-1990)[2]
台灣山葉機車成立之初，以「新人類、新技術、新世紀」為口號，推出一系列的熱門產品。舉凡如由香港歌星張國榮所演唱廣告主題曲的「兜風50」或小排量仿賽車「FZR150」，在市場上大獲好評。並於1990年達成累計生產100萬台的里程碑。
除了產品之外，在這個一時期裡台灣山葉機車也針對售後服務與履行企業社會責任實行相關的措施。在售後服務方面，設置了「山葉機車技術服務店」。另一方面，也另外成立「崇學基金會」，透過學術性的交流來提升國民的交通安全。
有感於企業資訊化時代的來臨，屆時將會有更龐大且專業的資訊需求。台灣山葉機車遂於1991年將所屬的MIS部門獨立，成立「德蒙資訊管理顧問公司」。

### 世界品質 (1991-1997)
在正式開始海外銷售之後，「世界品質」的口號旋即被台灣山葉機車所採用。在這個階段，台灣山葉機車將活動重心放在生產的質與量上。自1992年起施行TPM活動，來提升生產效能。隔年更配合提高的產能，設立零件中心、將倉儲系統自動化更通過ISO 9002認證。於此同時台灣山葉機車的累計生產量達到了200萬台。
配合海外銷售的業務，1994年台灣山葉機車與山葉發動機合資設立「台灣山葉興業」，專責台灣山葉機車製品的外銷業務。
1997年台灣山葉機車成立滿十周年之際，基於山葉發動機「世界分工」的理念，同樣在與山葉發動機合資的狀況下，將其研發本部獨立後成立「台灣山葉發動機研究開發中心」，成為山葉發動機集團首個海外機車研發據點。目前仍是山葉發動機集團中小型速克達的主要開發據點。

### BEST CHOICE (1998-1999)
台灣山葉機車持續在製造與服務兩個區塊做耕耘。在製造的部分，通過ISO14001環境管理的認證，並在過嶺設立第三座工廠，專責零件的倉儲與物流。服務的部份，1999年開始導入「山葉頂級服務廣場」(YSP)示範店。
同一時期的商品面，則是導入俗稱「馬車」的「Majesty 125」與由莫文蔚所代言的「Vino」持續引領著市場潮流。

### 發現 感動 新方向 (2000-2001)
這兩年間台灣山葉機車，先是設立專屬的「人力培訓中心」。在職場環境管理的部份，也順利通過ISO14001 2000改版的認證。

### Touching Your Heart (2002-2006)
台灣山葉機車的品牌宣言再次改變。起先是在2002年，開始強化國內生產速克達回銷日本的數量，同時也通過ISO90012000改版的認證。同一年度，俗稱「勁戰」的「CYGNUS」開始販售。
2004年，將自1999年起導入的山葉頂級服務廣場(YSP)示範店，正式投入經銷體系之中。並設立「Yamaha Motor Town(摩多堂)」(2004-2009)。
2005年，開始以「創新、用心、安心、貼心」展開「4心」活動，並於隔年度迎接成立二十周年。

### Future Innovation (2007-2012)
配合當時的環保政策，引擎的燃油噴射技術開始被各廠商所採用。台灣山葉機車也藉此以燃油噴射英語縮寫的「F.I.」，打出「Future Innovation」的口號，來訴求「商品引擎全面的噴射化」。
這段時期所推出的商品，除了有膾炙人口的「新勁戰」、「BW’S」、「CUXI」之外，還有在2011年從日本導入的電動車「EC-03」。而在2012年首次引進的大型重型機車「TMAX」，也是台灣山葉機車在大型重型機車市場銷售的起點。

### Revs your Heart (2013-現在)
配合山葉發動機集團的品牌政策，與全球一起以「Revs your Heart」作為品牌標語。
在產品佈局方面，國產商品先是於2013年生產全球戰略車「山葉S-MAX」，爾後又帶入電動車「E-Vino」並在同年首度推出搭載怠速熄火裝置的「CUXi IS」。2015年，首度於「AXIS Z」導入山葉發動機的「BLUE CORE」概念引擎。進口商品則是自2015年起先後推出「YZF-R3」、「MT-07」及「MT-03」等打檔車款，也是台灣山葉機車在終止生產打檔車後，再次推出的打檔車款。而在2018年由山葉發動機宣布與「Gogoro」進行合作後，也在2019年的6月，正式推出採用Gogoro換電系統的「EC-05」。2021年，台灣山葉機車先後宣布導入「YZF-R7」及「YZF-R15」，其中「YZF-R7」是繼「YZF-R3」之後再次有仿賽車型的導入。而「YZF-R15」則是台灣山葉機車繼2008年終止生產輕檔車後，再次販售的首款分屬普通重型的輕檔車。同時，隨著這兩個車型的導入，也讓「YZF-R」系列成為繼「MT」系列後，台灣山葉機車第二個構成相對完整的車系。台灣山葉機車亦在2024年宣布「MT-15」的國產化，是睽違近16年後再次由台灣產線進行輕檔車的生產。目前包含進口與國產車款在內，台灣山葉機車現有販售的車款共計有28款(同外觀者計為乙款)。
在顧客服務方面，也陸續推出如「Yamaha Café」、「YJT 山葉女子重機車隊」、「MotoGP之旅」等服務，以每年數個場次的方式來活絡車主社群。另外也導入於全球施行的「Yamaha Riding Academy (YRA)」，提供其重機車主能更精進騎乘技術的相關課程。另外也在2016年，推出以服務大型重型機車為主的「Yamaha Motorcycle Shop(YMS)」，迄今於全台共有29間據點。
公司營運方面，先後分別在2016年、2017年，迎接其成立30周年與累計1000萬台的生產。另，為公司的提升競爭力並降低運輸碳排放，推動「廠辦合一」策略。在2022年末逐步將中壢工廠原有的機能與業務全數移轉至其新竹工廠內，並在2023年1月17日於新落成的辦公大樓內，舉行開幕儀式。

## 廠區
目前台灣山葉機車主要有新竹工廠及過嶺工廠。
- 新竹工廠：總公司及統籌機車引擎及本體裝配的主要生產線，從模具沖壓、焊接、塗裝、裝配、檢驗到最後的海內外運銷業務。
- 過嶺工廠：安駕中心、零件物流中心及員工和經銷商教育訓練中心。

## 車種
- 山葉RS100
- 山葉RSZ
- 山葉RSZero
- 山葉RSNEO
- 山葉Axis Z/Zii（勁豪125）
- 山葉BW'S X（5ML）
- 山葉BW’S R（5ML）
- 山葉BW’S（水冷/B8R）
- 山葉CUXi
- 山葉Limi
- 山葉Vinoora（小小兵）
- 山葉FZ150
- 山葉Cygnus（1~4代 勁戰/5ML）
- 山葉Cygnus ABS（5代勁戰/5ML）
- 山葉Cygnus Gryphus（6代勁戰/VVA/B8R）
- 山葉Jog
- 山葉GTR 125（5ML）
- 山葉GTR Aero 125（5ML）
- 山葉RAY 125（5ML）
- 山葉Vino
- 山葉FZR150
- 山葉愛將SR150
- 山葉跩哥SRA150
- 山葉FZ-X
- 山葉迎光150
- 山葉追風135
- 山葉 SMAX 155（1DK）
- 山葉 SMAX 155 ABS（1DK）
- 山葉 FORCE 155（1DK）
- 山葉 FORCE 2.0 VVA（155c.c/ABS+TCS/BFV）
- 山葉 X FORCE 155（日規版 FORCE 2.0）
- 山葉 NMAX 155
- 山葉 AeroX 155
- 山葉 Tricity 155
- 山葉 EC-05（電動機車）
- 山葉 AUGUR 155（BFV）
- 山葉 MT-15
- 山葉 MT-03
- 山葉 MT-07
- 山葉 MT-09
- 山葉 YZF-R15（V3）
- 山葉 YZF-R15（V4）
- 山葉 YZF-R3
- 山葉 YZF-R7
- 山葉 YZF-R9
- 山葉 YZF-R1（公升級）
- 山葉 X MAX 300
- 山葉 T MAX 530
- 山葉 T MAX 560

## 原廠召回

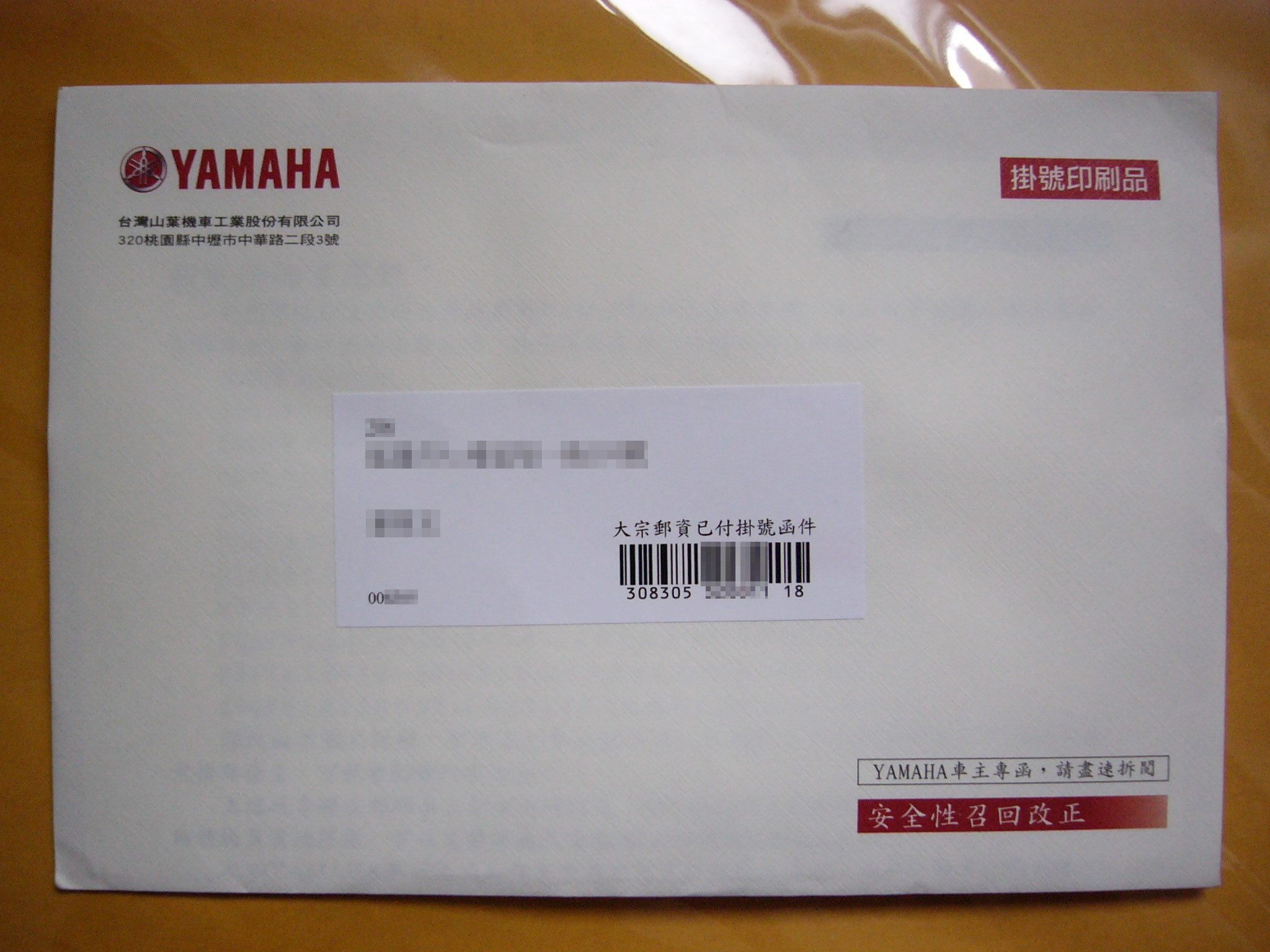
台灣山葉機車安全性召回改正通知書用信封

2008年12月，台灣山葉機車發出原廠召回通知，針對2008年5～8月生產的1,073輛台灣產YAMAHA RSZ-100車型的機車，引擎控制元件有瑕疵，致車輛於騎乘中回油減速時有減速感不足現象；最嚴重，可能會因減速感不足，致停止距離變長。YAMAHA RSZ100機車檢修作業時間約需1小時，原廠提供免付費詢問專線0800-631-680供消費者諮詢。
2012年12月，台灣山葉機車針對2007年3月26日至2012年2月29日生產之全系列車型共約45萬輛機車進行原廠召回，主因是汽油泵浦瑕疵，會造成起動不良、引擎加速不順，嚴重將導致引擎熄火。也是近20年台灣山葉機車最大規模的召修。
2016年1月18日，台灣山葉機車針對2015年5月推出的New CygnusX（代號NXC-125R）的「速度表的時速計數字顯示不正常」進行召修，召修車輛的出廠日期為2015年4月28日至10月30日間生產的New CygnusX。會先全數免費實施檢查確認，作業時間約0.5小時；如果確認速度錶的型式與零件編號為瑕疵零件時，就會進行更換，作業時間約1.2小時。預計召修車輛數量為3萬6千輛。
2016年6月15日，台灣山葉機車針對2015年10月至2016年2月生產的YZF-R3與MT-03的引擎機油泵浦、離合器壓力板進行更新，並單獨針對MT-03前輪煞車油管加裝夾環與止滑條，必要時進行煞車油管的更新與煞車油的更換。
2018年7月10日，台灣山葉機車針對2017年9月至2017年12月生產的MT-07，其後檔泥蓋總成與後搖臂鎖付部軸環，進行更換與鎖付。
2018年10月2日，台灣山葉機車針對2017年6月8日至2017年7月27日生產的新勁戰GP賽車特仕版，其前後輪框可能有氣密性不足，微量漏氣的瑕疵進行免費更換。
2018年11月19日，台灣山葉機車針對2017年3月至2018年9月生產的Tricity 155 ABS車種，其水箱與副水箱之間的水管跟副水箱的透氣管材質不適切，造成耐臭氧性不足，進而加速劣化、龜裂造成冷卻水量不足影響行車安全，水管與透氣管進行免費更換。
2018年11月20日，台灣山葉機車針對2015年5月至2017年8月生產的YZF-R3與MT-03，其水箱水管製造過程有瑕疵，造成水管耐久性不足，使用過程中有可能破洞疑慮，瑕疵水管與水箱水進行免費更換。
2019年1月21日，台灣山葉機車針對2017年5月9日至2017年6月30日生產的TMAX，其驅動皮帶規格不適切，使得皮帶的耐久性不佳，導致皮帶可能早期斷裂使車輛無法行駛。驅動皮帶全數實施免費更換。
2020年2月4日，台灣山葉機車針對2018年11月2日至2019年3月26日生產的YZF-R3，其剎車油管裝配位置的不適切，使得剎車油管可能與喇叭電線摩擦導致破損，因此實施免費的點檢及裝配位置修正。
2020年2月4日，台灣山葉機車針對2017年5月9日至2017年6月30日，及2019年1月9日至2019年6月28日生產的TMAX，因其主支架焊接瑕疵，導致駐車時有破損斷裂的疑慮。因而進行主支架的免費更換。
2020年5月12日，台灣山葉機車針對2014 年7月9日至2017年10月11日生產的SMAX，及2016年6月14日至2017年10月5日生產的FORCE，因其鎖付汽缸蓋的螺帽牙部瑕疵，可能導致汽缸蓋墊片的氣密性不佳及冷卻水滲入燃燒室的情形。針對對象車全數實施免費更換汽缸蓋墊片及鎖付螺帽。
2020年7月18日，台灣山葉機車針對2019年7月30日至2020年5月28日生產的EC-05，因其電池偵測微動開關上方的橡膠護蓋的生產瑕疵，可能導致行車電腦可能誤判電池脫離車輛，進而啟動保護機制關閉電源。針對對象車因實際狀況的不同，提供不同的改正方案。
2020年9月15日，台灣山葉機車針對2015年5月1日 ~ 2017年6月30日及2016年8月1日 ~ 2020年3月31日生產的YZF-R3、2015年10月1日 ~ 2017年2月28日及2016年8月1日 ~ 2020年1月31日生產的MT-03、及2017年4月1日 ~ 2020年3月31日生產的XMAX，因其後反光板表面的製造成型不適切，導致反射亮度未達基準，實施免費更換反光板的措施。

## 關係企業
- 功學社

## 相關
- 山葉發動機
- 萬山機器工業，由一群以功學社部分經銷商為主的資深機車人集資創立，已於1986年宣告倒閉。
- 摩托车品牌列表

## 外部連結
- 台灣山葉機車 （页面存档备份，存于）
- 维基共享资源上的相關多媒體資源：台灣山葉機車